# Лемківський говір

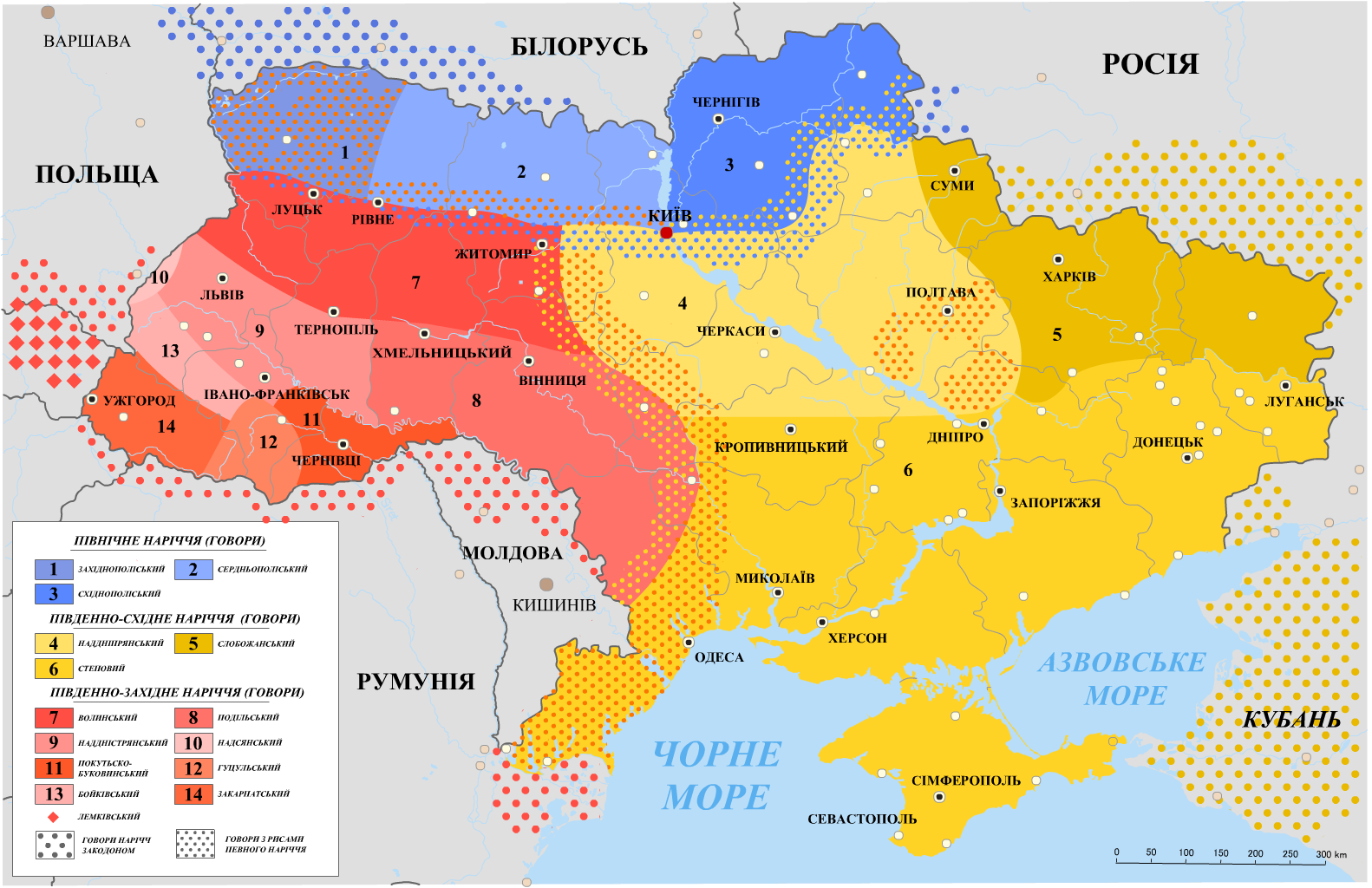
Карта українських наріч і говорів (2005). Лемківський говір (ромб)

Лемківський говір, західнокарпатський говір — один з архаїчних говорів карпатської групи південно-західного діалекту української мови. Територіально лемківський говір накладався на етнографічну зону Лемківщини, співвідносну з етнографічною групою українців — лемків. Поширений на крайньому заході українського етномовного ареалу у західних районах Закарпатської області, у Східній Словаччині і Підкарпатському воєводстві Польщі.

## Межі поширення
На сході межує з бойківським говором і закарпатським говором, на півдні і заході — зі словацькими, на півночі — з польськими говорами. Лемківським діалектичним анклавом є східнолемківська острівна говірка жителів сіл між Стрижевом і Кросно (їх називають замішанцями).

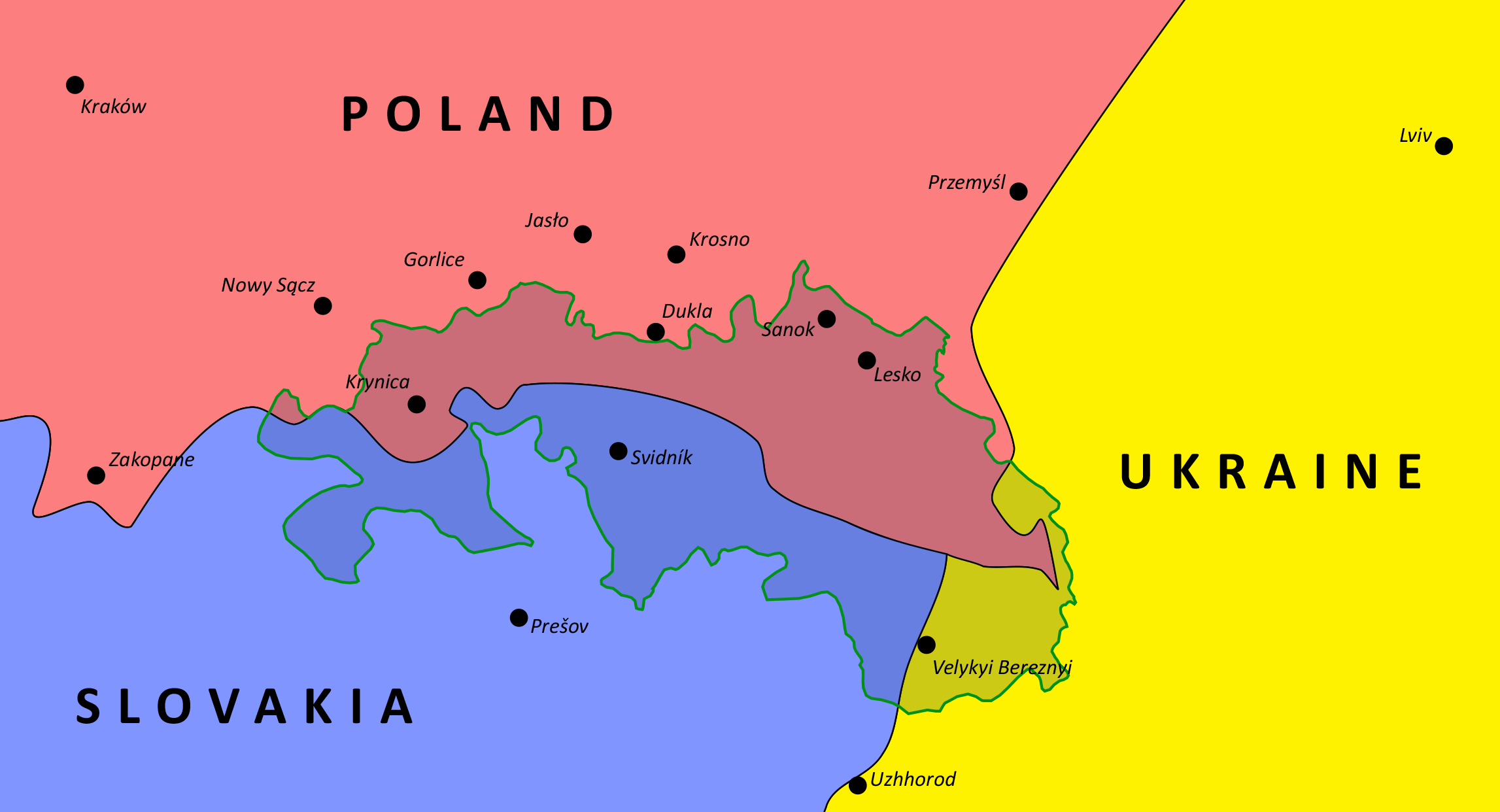
Мапа поширення лемківського говору

Після Другої світової війни значну частину лемків було примусово переселено у західні та південно-східні області України, на північно-західні землі Польщі (Акція Вісла), що зумовило інтенсивну трансформацію лемківських переселенських говірок у нових діалектичних умовах. Тривалі та інтенсивні контакти лемківського говору із західнослов'янськими діалектами зумовили появу багатьох його специфічних ознак. У своїх основних рисах лемківський говір становить єдність, хоч помітно диференціюється на різних структурних рівнях. Однією з істотних ознак лемківського говору є сталий (слабо динамічний) наголос — на другому від кінця слова складі, за винятком східних говірок з рухомим (динамічним) наголосом (вóда, дóхыж).

## Фонетичні особливості лемківського говору
- Збереження голосного середньо-заднього ряду верхньопереднього підняття [ы], опозиція голосних верхнього підняття: [i], [у], [ы];
- Наявність рефлексів давніх [о], [е] в нових закритих складах як [ў], наявність лабіалізованого [ыо].
- Особливістю наголошування зумовлені незначні відмінності між наголошеним і ненаголошеним вокалізмом; специфіку ненаголошеного вокалізму визначає укання — перехід [о] в [уо], [у] під наголосом і в ненаголошеній позиції перед складом з голосним високого підняття [і], [у], а також перед [ў], перед складом з [а] (на дуоруозі, пуотік, знуоў, пуолуола);
- Перехід [е] в [и] переважно у позиції перед м'яким приголосним (вир'х, типир’);
- Вимова на місці давніх [ы] та [і] як [ий] (колий «коли», гусий «гуси», ідий «іди»);
- Розвиток давнього [е] в [у], [ў], що відповідають літературному [і] (вечўр ‘вечір’, т'утка ‘тітка’);
- Розвиток давнього сполучення «-ьр-» у «-ир-», «-ыр-» (гырміт ‘гримить’, дырва ‘дрова’, хирбет ‘хребет’) та -ьл- як -ыл- (былха ‘блоха’).

У ділянці консонантизму найважливіші особливості такі: реалізація ознак твердість/м'якість, менше — дзвінкість/глухість, а також окремі поширені в говірках заміни одного звука іншим.
Лемківські говірки розрізняються інтенсивністю вияву м'якості [ц’], [дз’], [с’], [з’], внаслідок чого можливі протиставлення типу [c’’]: [c’]: [c]; у частині говірок наявні лише м'які [ч’] і [дж’]; поширене заступлення [т’’], [д’’] на [ц’’], [дз’’] (ц'агне < т'агне, дз’’іц’’ми < д’’іт’’ми; окр. говіркам властиве пом'якшення передньоязикових та губних приголосних перед давнім [е] (т'еп'ир, с'ево ‘село’); одночасно в ін. говірках відома втрата м'якості [т’], [н’], [с’], [ц’] у кін. слів (кін ‘кінь’, вес ‘весь’), відсутність [р’]. У кін. слова в багатьох говірках дзвінкі приголосні оглушуються, переходять у глухі відповідники (мет ‘мед’). Звук [л] у позиції перед лабіалізованим голосним заступається звуком [ў] (пўух ‘плуг’, а перед нелабіалізованими голосними — звуком [в] (вава ‘лава’, ц'івий ‘цілий’); звуки [в], [ў] у позиції прийменника і префікса часто заступаються ін. звуками — [г] перед дзвінкими приголосними (гдова ‘вдова’), і [x], [ф] перед глухими (x коморі ‘в коморі’, фчора ‘вчора’).

## Морфологічні особливості лемківського говору
До важливих морфологічних особливостей належать: наявність давнього закінчення -и в називному відмінку множини іменників чоловічого роду (парібци, войаци); закінчення -ы у прикметниках і займенниках прикметникового типу у називному відмінку множини (здоровы); закінчення -ом в орудному відмінку однини іменників та узгоджених з ними прикметників, займенників (добром, жоном, тобом); в орудному відмінку однини прикметників та займенників часто фіксується закінчення форм двоїни — -ма (тыма, більша, котрыма); у родовому відмінку однини прикметників жіночого роду нерідко виступає усічена форма -ой замість -ойі (великой, славной); при дієвідмінюванні у східних лемківських говірках зберігається давня сполука губний приголосний +j (купйу, робйат); складені форми майбутнього числа дієслів творяться переважно від дієслова бути і кол. дієприкметника (буду робив), зрідка — від цього ж допоміжного дієслова й інфінітива (будéме вйазáти); наявна словотворна частка да замість де (дахто, дакому); поширені прийменники к та його варіанти ік, ґ, іґ, ку, ґу (к лісу, ґу нам), пред, през ‘через’, ‘без’ (през готар ‘через межу’) та ін.

## Синтаксичні особливості лемківського говору
Синтаксичні особливості: прийменник «с» + іменник зі значенням знаряддя дії в орудному відмінку (орати с пўугом, пише с пером); конструкцій прийменник «о» + іменник у місцевому або знахідному відмінку (о н'ім знайу, о два дни, о холоды, о кривих лабах).

## Лексичні і семантичні особливості лемківського говору
Лексичні й семантичні особливості лемківського говору значною мірою зумовлені тісними зв'язками із сусідніми словацькими і польськими говірками, а також зв'язками з українськими надсянським говором і закарпатським говором; до специфічно лемківських належать лексеми гомбалка, гомбачка ‘гойдалка’, ґрул'і ‘картопля’, жидлик ‘кварта’ (пити воду), керпці ‘постоли’, криж, марадик і ракош ‘копи’ (снопів на полі), кукуріца ‘кукурудза’, мишпергач ‘кажан’ та ін.
Різні структурні рівні лемківського говору відбито в лінгвістичних атласах, описових працях, у діалектичних словниках. Риси лемківського говору широко представлені в пам'ятках писемності різних жанрів, починаючи з 16 ст., — ділових документах, оригінальних і перекладних конфесійних текстах, художній літературі; записах фольклору. У 30-х і 90-х рр. 20 ст. були спроби кодифікувати лемківський говір з метою викладання у школі.